# Johan Nordin i Hammerdal
Johan Nordin (i riksdagen kallad Nordin i Hammerdal), född 15 augusti 1837 i Sidensjö, död 30 december 1905 i Hammerdal, var en svensk folkskollärare och politiker (liberal).
Johan Nordin, som var son till en skräddare, tog folkskollärarexamen i Härnösand 1860 och var från 1861 folkskollärare i Hammerdal.
Han var riksdagsledamot i andra kammaren 1891–1902 för Jämtlands norra domsagas valkrets. I riksdagen tillhörde han Gamla lantmannapartiet 1891–1894, övergick till Folkpartiet då detta parti bildades 1895 och följde därefter med till Liberala samlingspartiet då Folkpartiet uppgick i detta parti 1900. Han var bland annat ledamot i tillfälliga utskottet vid de lagtima riksmötena 1891–1902 och engagerade sig bland annat i väghållningsfrågor